# Shanshan Feng
Shanshan Feng (chinês: 冯珊珊, pinyin: Féng Shān Shān, pronúncia mandarim: [fə̌ŋ ʂə́ŋ ʂə́ŋ]; nascida em 5 de agosto de 1989) é uma golfista profissional chinesa que joga na LPGA Tour, nos Estados Unidos, sendo a primeira jogadora chinesa a se tornar membro da LPGA Tour, onde ingressou em 2008.
Irá representar a China no individual feminino do golfe nos Jogos Olímpicos de Verão de 2016, no Rio de Janeiro, Brasil.